# Martin Ryle
Sir Martin Ryle (27 tháng 9 năm 1918 - 14 tháng 10 năm 1984) là một nhà thiên văn vô tuyến người Anh, người đã phát triển hệ thống kính thiên văn vô tuyến mang tính cách mạng và sử dụng chúng cho việc định vị chính xác và ghi hình ảnh của nguồn sóng radio yếu. Năm 1946 Ryle và Vonberg là những người đầu tiên xuất bản các phép đo thiên văn giao thoa ở các bước sóng vô tuyến, mặc dù có tuyên bố rằng Joseph Pawsey từ Đại học Sydney đã thực sự thực hiện các phép đo giao thoa trước đó trong cùng một năm. Với trang thiết bị được cải thiện, Ryle quan sát thiên hà xa nhất được biết đến trong vũ trụ tại thời điểm đó. Ông là giáo sư đầu tiên của ngành thiên văn học tại Đại học Cambridge, và là giám đốc sáng lập của Đài quan sát thiên văn vô tuyến Mullard. Ông là thành viên của Hội thiên văn Hoàng gia từ 1972 đến 1982.
Năm 1974 giải được trao cho Martin Ryle và Antony Hewish "vì những nghiên cứu tiên phong trong lĩnh vực Vật lý thiên văn vô tuyến".